# Ancsikovány
Ancsikovány, más néven Ancsikfalva (szlovákul: Ančikovany, lengyelül: Anczykowan) Gálfalu község része, a 19. századig önálló község Szlovákiában, a Zsolnai kerület Liptószentmiklósi járásában.

## Története
1358-ban „Ancsikovan” alakban említik először, az Okolicsányi család birtoka volt. 1784-ben 8 házában 55 lakos élt. A 18. században lakói fazekassággal, ezen belül főként égetett agyagedények gyártásával, kenőanyagok, gyökérből előállított gyógyolajok készítésével foglalkoztak.
A 18. század végén Vályi András így ír róla: „ANCSIKOVÁNY. Tót falu Liptó Vármegyében, lakosai katolikusok, ’s leg inkább fazekakat égetnek, ’s szeker kenővel is kereskednek. Határbéli földgye soványos, és göröngyös, ’s nehéz mivelésű, de legelője meglehetős, fája tűzre elég, második Osztálybéli.”
1828-ban 7 háza volt 65 lakossal.
Fényes Elek 1851-ben kiadott geográfiai szótárában így ír a faluról: „Ancsikfalva, (Ancsikova), tót falu, Liptó vmegyében, 6 kath., 59 evang lak.: kik cserép edényeket égetnek; szekérkenőcsöt csinálnak. F. u. Okolicsányi.”
A települést 1863-ban Gálfaluval, más forrás szerint Liptószentkereszttel egyesítették.

## Lásd még
- Gálfalu
- Nagypalugya